# Saint-Leu-Taverny
Saint-Leu-Taverny war eine von 1806 bis 1915 durch Zusammenschluss bestehende Gemeinde im damaligen Département Seine-et-Oise.
Die sehr ähnlich klingende Herrschaft Saint-Leu-lès-Taverny ist spätestens 1479 erwähnt. Seit der Französischen Revolution 1789 gibt es Bürgermeister. 1790 wurde das Département Seine-et-Oise geschaffen, in dem die Ortschaft lag. Ab 1794 hieß die Gemeinde Claire-Fontaine cy-devant Saint-Leu („Claire-Fontaine vormals Saint-Leu“) oder kurz Claire-Fontaine. 
Mit Dekret vom 16. Juni 1806 wurde eben Claire-Fontaine cy-devant Saint-Leu mit der Gemeinde Taverny zu Saint-Leu-Taverny fusioniert. Zwischen 1852 und 1870 wurde diese in Napoléon-Saint-Leu-Taverny umbenannt. Im Oktober 1915 wurden die Gemeinden wieder eigenständig und in Taverny sowie nun Saint-Leu-la-Forêt geteilt.